# NGC 3135
NGC 3135 (другие обозначения — UGC 5486, MCG 8-19-7, ZWG 240.15, KUG 1007+461, PGC 29646) — спиральная галактика в созвездии Большой Медведицы. Открыта Джоном Гершелем в 1828 году.
Спиральные рукава в галактике выражены слабо. NGC 3135 имеет галактику-компаньона к северо-востоку.